# Richard Osman
Richard Thomas Osman, född 28 november 1970, är en engelsk TV-personlighet, komiker och författare. Han började att arbeta med TV-produktion men hamnade framför kameran när han skapade och började programleda frågesportprogrammet Pointless för BBC One. Därefter har han framträtt som deltagare i flera brittiska panelshower som Would I Lie to You?, Have I Got News for You, QI och 8 Out of 10 Cats.
Han är författare till kriminalromanerna The Thursday Murder Club (2020) och The Man Who Died Twice (2021).

## Biografi
Richard Osman föddes i Billericay och växte upp i Cuckfield nära Haywards Heath i West Sussex. När han var nio år gammal lämnade hans far familjen och modern, som studerade till lärare, fick ensam försörjningsbörda. Han påverkades mycket av händelsen och familjens ekonomiska situation var svår innan modern fick heltidsarbete. Hans äldre bror musikern Mat Osman är basist i rockbandet Suede.
Medan han fortfarande gick i skolan som tonåring fick han sin första sändningserfarenhet, som regelbunden bidragsgivare till Turn It Up, en musikshow på en öppen kanal som sändes på söndagskvällar på lokalkanalen BBC Radio Sussex. I samma show har även nyhetsuppläsaren Jane Hill och radio-DJ:n Jo Whiley fått sina första TV-erfarenheter. Mellan 1989 och 1992 studerade han politik och sociologi vid Trinity College, Cambridge, vilket var samtidigt som Pointless medpresentatör Alexander Armstrong studerade engelska där.
Efter studierna började han arbeta på Hat Trick productions innan han blev kreativ chef på TV-bolaget Endemol UK och har producerat brittiska lekprogram som  Deal or No Deal och 8 Out of 10 Cats samt sketchprogrammet 10 O'Clock Live.
När han var på Endemol presenterade han idén till formatet Pointless för BBC. I pilotavsnittet agerade han själv som domare, och BBC ville gärna att han skulle vara det även när serien beställdes. Programledare var Alexander Armstrong och programmet lanserades 2009.
Exponeringen med Pointless ledde till att Osman fick erbjudanden att själv delta i panel- och lekprogram som Would I Lie to You?, Have I Got News for You, QI, och 8 Out of 10 Cats.
År 2016 deltog han i den andra säsongen av Bäst i test England och han medverkade i dartshowen Let's Play Darts.
Han har också programlett frågesportprogrammen Two Tribes och Richard Osman's House of Games.

## Författarskap
Richard Osman har skrivit och varit medförfattare till böcker med anspelning på Pointless och hans andra lekprogram, som Pointless A-Ö Richard Osmans House of Games. Han fick kontrakt att skriva två kriminalromaner med Viking Press, en avlöpare till Penguin Books, 2019. De båda böckerna är tänkta att vara de första i en serie om fyra böcker. Den första boken, The Thursday Murder Club gavs ut i september 2020 och fick goda försäljningssiffror. Den andra boken The man Who Died Twice gavs ut 2021. Framgångarna med böckerna gjorde att han lämnade programledarskapet i Pointless våren 2022 för att kunna ge skrivandet mer utrymme. Böckernas ramberättelse är fyra boende på ett lyxigt äldreboende i Kent, som kallar sig "The Thursday Murder Club" och som roar sig med att lösa mordgåtor, varav en är på riktigt. Osman har tänkt att det ska bli fyra böcker i serien.

### Baserade på hans lekprogram på TV
- 2012 – The 100 Most Pointless Things in the World, med Alexander Armstrong. Coronet, ISBN 978-1-4447-6205-1
- 2013 – The 100 Most Pointless Arguments in the World. Coronet, 978-1-4447-6208-2
- 2014 – The Very Pointless Quiz Book. Coronet, 978-1-4447-8274-5
- 2015 – The A-Z of Pointless. Coronet, ISBN 978-1-4447-8277-6
- 2016 – A Pointless History of the World.  Coronet, ISBN 978-1-4736-2324-8
- 2017 – The World Cup Of Everything: Bringing the Fun Home.  Coronet, ISBN 978-1-4736-6726-6
- 2019 – Richard Osman's House of Games, med Alan Connor. BBC Books, ISBN 978-1-78594-462-8

### Torsdagsmordklubben-serien
- 2021  – Torsdagsmordklubben. Albert Bonniers Förlag,  ISBN 9789100189013.
- 2021  – Mannen som dog två gånger. Albert Bonniers Förlag, ISBN 9789100194697.
- 2022  – Kulan som inte träffade. Albert Bonniers Förlag, ISBN 9780241512432.
- 2023  – Den sista djävulen att dö. Albert Bonniers Förlag, ISBN 9789100807528.